# Dipartimento per il lavoro e le pensioni
Il Dipartimento per il lavoro e le pensioni (DWP) (in inglese Department for Work and Pensions) è un dipartimento esecutivo del governo del Regno Unito responsabile  dell'occupazione, del benessere sociale e della politica pensionistica.
È diretto dal Segretario di Stato per il lavoro e le pensioni, ruolo attualmente ricoperto dalla laburista Liz Kendall dal 5 luglio 2024.

## Storia
Il Dipartimento del lavoro e delle pensioni è stato creato da Tony Blair l'8 giugno 2001, riunendo le competenze lavorative del Dipartimento per l'istruzione e l'occupazione presso il Dipartimento della sicurezza sociale, sei anni dopo l'assorbimento del Dipartimento per il lavoro da parte di quello dell'Istruzione.

## Responsabilità
La missione del DWP è rendere la vita più equa, sicura e soddisfacente, eliminare la povertà tra i bambini e gestire i lavoratori, i pensionati, i disabili e i loro operatori sanitari. Il dipartimento è anche responsabile della riduzione della dipendenza dallo stato sociale, dell'aumento della competitività economica aiutando gli individui a lavorare dove possono e ad aiutare i datori di lavoro ad assumere i lavoratori e offrire la massima scelta e la migliore qualità del servizio per consumatori e contribuenti.
Il Dipartimento del lavoro esercita la supervisione su Jobcentre Plus, che gestisce le indennità di disoccupazione e altre prestazioni sociali, nonché il servizio delle pensioni, di disabilità e assistenza volontaria.

## Direzione
La gestione del Dipartimento del lavoro è detenuta da un segretario di Stato, da due ministri di Stato e da due sottosegretari di Stato parlamentari.

### Titolari

#### Occupazione
| Nome | Nome           | Mandato    | Mandato         | Partito      | Primo ministro    |
| --- | -------------- | ---------- | --------------- | ------------ | ----------------- |
| | Barbara Castle | 06/04/1968 | 19/06/1970      | Laburista    | Harold Wilson     |
| | Robert Carr    | 20/06/1970 | 07/04/1972      | Conservatore | Edward Heath      |
| Maurice Macmillan | 07/04/1972     | 02/12/1973 |                 | Conservatore | Edward Heath      |
| William Whitelaw | 02/12/1973     | 04/03/1974 |                 | Conservatore | Edward Heath      |
| | Michael Foot   | 05/03/1974 | 08/04/1976      | Laburista    | Harold Wilson     |
| Albert Booth | 08/04/1976     | 04/05/1979 | James Callaghan | Laburista    |                   |
| | James Prior    | 05/05/1979 | 14/09/1981      | Conservatore | Margaret Thatcher |
| Norman Tebbit | 14/09/1981     | 16/10/1983 |                 | Conservatore | Margaret Thatcher |
| Tom King | 16/10/1983     | 02/09/1985 |                 | Conservatore | Margaret Thatcher |
| Lord David Young | 02/09/1985     | 13/06/1987 |                 | Conservatore | Margaret Thatcher |
| Norman Fowler | 13/06/1987     | 03/01/1990 |                 | Conservatore | Margaret Thatcher |
| Michael Howard | 03/01/1990     | 11/04/1992 |                 | Conservatore | Margaret Thatcher |
| Michael Howard | 03/01/1990     | 11/04/1992 | John Major      | Conservatore |                   |
| Gillian Shepherd | 11/04/1992     | 27/05/1993 |                 | Conservatore |                   |
| David Hunt | 27/05/1993     | 20/07/1994 |                 | Conservatore |                   |
| Michael Portillo | 20/07/1994     | 05/07/1995 |                 | Conservatore |                   |
| Titolo del Titolare - 1968-1970 : Occupazione e produttività (Employment and Productivity) - 1970-1995 : Occupazione (Employment) |                |            |                 |              |                   |

#### Lavoro e Pensioni
| Nome           | Nome              | Mandato    | Mandato      | Partito      | Primo ministro |
| -------------- | ----------------- | ---------- | ------------ | ------------ | -------------- |
|                | Alistair Darling  | 08/06/2001 | 29/05/2002   | Laburista    | Tony Blair     |
| Andrew Smith   | 29/05/2002        | 08/09/2004 |              | Laburista    | Tony Blair     |
| Alan Johnson   | 08/09/2004        | 06/05/2005 |              | Laburista    | Tony Blair     |
| David Blunkett | 06/05/2005        | 02/11/2005 |              | Laburista    | Tony Blair     |
| John Hutton    | 02/11/2005        | 27/06/2007 |              | Laburista    | Tony Blair     |
| Peter Hain     | 28/06/2007        | 24/01/2008 | Gordon Brown | Laburista    |                |
| James Purnell  | 24/01/2008        | 04/06/2009 | Gordon Brown | Laburista    |                |
| Yvette Cooper  | 04/06/2009        | 11/05/2010 | Gordon Brown | Laburista    |                |
|                | Iain Duncan Smith | 11/05/2010 | 18/03/2016   | Conservatore | David Cameron  |
| Stephen Crabb  | 18/03/2016        | 13/07/2016 |              | Conservatore | David Cameron  |
| Damian Green   | 13/07/2016        | 11/06/2017 | Theresa May  | Conservatore |                |
| David Gauke    | 11/06/2017        | 08/01/2018 | Theresa May  | Conservatore |                |
| Esther McVey   | 08/01/2018        | 15/11/2018 | Theresa May  | Conservatore |                |
| Amber Rudd     | 16/11/2018        | 07/09/2019 | Theresa May  | Conservatore |                |
| Thérèse Coffey | 08/09/2019        | 06/09/2022 | Theresa May  | Conservatore |                |
| Chloe Smith    | 06/09/2022        | 25/10/2022 | Liz Truss    | Conservatore |                |
| Mel Stride     | 25/10/2022        | 05/07/2024 | Rishi Sunak  | Conservatore |                |
|                | Liz Kendall       | 05/07/2024 | in carica    | Laburista    | Keir Starmer   |